# Oysonville
Oysonville település Franciaországban, Eure-et-Loir megyében. Lakosainak száma 526 fő (2022. január 1.). Oysonville Vierville, Mérobert, Saint-Escobille, Congerville-Thionville és Gommerville községekkel határos.

## Népesség
A település népességének változása:
| Lakosok száma | 318  | 441  | 485  | 496  | 510  | 519  | 525  | 524  | 523  | 526  |
|               | 1968 | 1982 | 1990 | 2006 | 2013 | 2015 | 2017 | 2019 | 2020 | 2022 |